# (6997) Laomédon
Pour les articles homonymes, voir Laomédon (homonymie).
(6997) Laomédon, désignation internationale (6997) Laomedon, est un astéroïde troyen jovien.

## Description
(6997) Laomédon est un astéroïde troyen jovien, « camp troyen », c'est-à-dire situé au point de Lagrange L5 du système Soleil-Jupiter. Il fut découvert par Cornelis Johannes van Houten, Ingrid van Houten-Groeneveld et Tom Gehrels le 16 octobre 1977 à l'observatoire Palomar. Il présente une orbite caractérisée par un demi-grand axe de 5,181 UA, une excentricité de 0,0998 et une inclinaison de 19,115° par rapport à l'écliptique.
Il fut nommé en référence au personnage de la mythologie grecque, Laomédon, roi de Troie et père de Priam et Tithon.

## Compléments